# Datuan (köpinghuvudort i Kina, Shandong Sheng, lat 37,12, long 122,31)
Datuan (kinesiska: 大疃, 大疃镇) är en köpinghuvudort i Kina. Den ligger i provinsen Shandong, i den östra delen av landet, omkring 470 kilometer öster om provinshuvudstaden Jinan. Antalet invånare är 15 518. Befolkningen består av 7 592 kvinnor och 7 926 män. Barn under 15 år utgör 6,0 %, vuxna 15-64 år 73 %, och äldre över 65 år 20,0 %.
Runt Datuan är det tätbefolkat, med 411 invånare per kvadratkilometer. Närmaste större samhälle är Yatou, 12,3 km öster om Datuan. Trakten runt Datuan består till största delen av jordbruksmark.
Genomsnittlig årsnederbörd är 717 millimeter. Den regnigaste månaden är juli, med i genomsnitt 210 mm nederbörd, och den torraste är januari, med 14 mm nederbörd.